# 名古屋NSCカレッジ

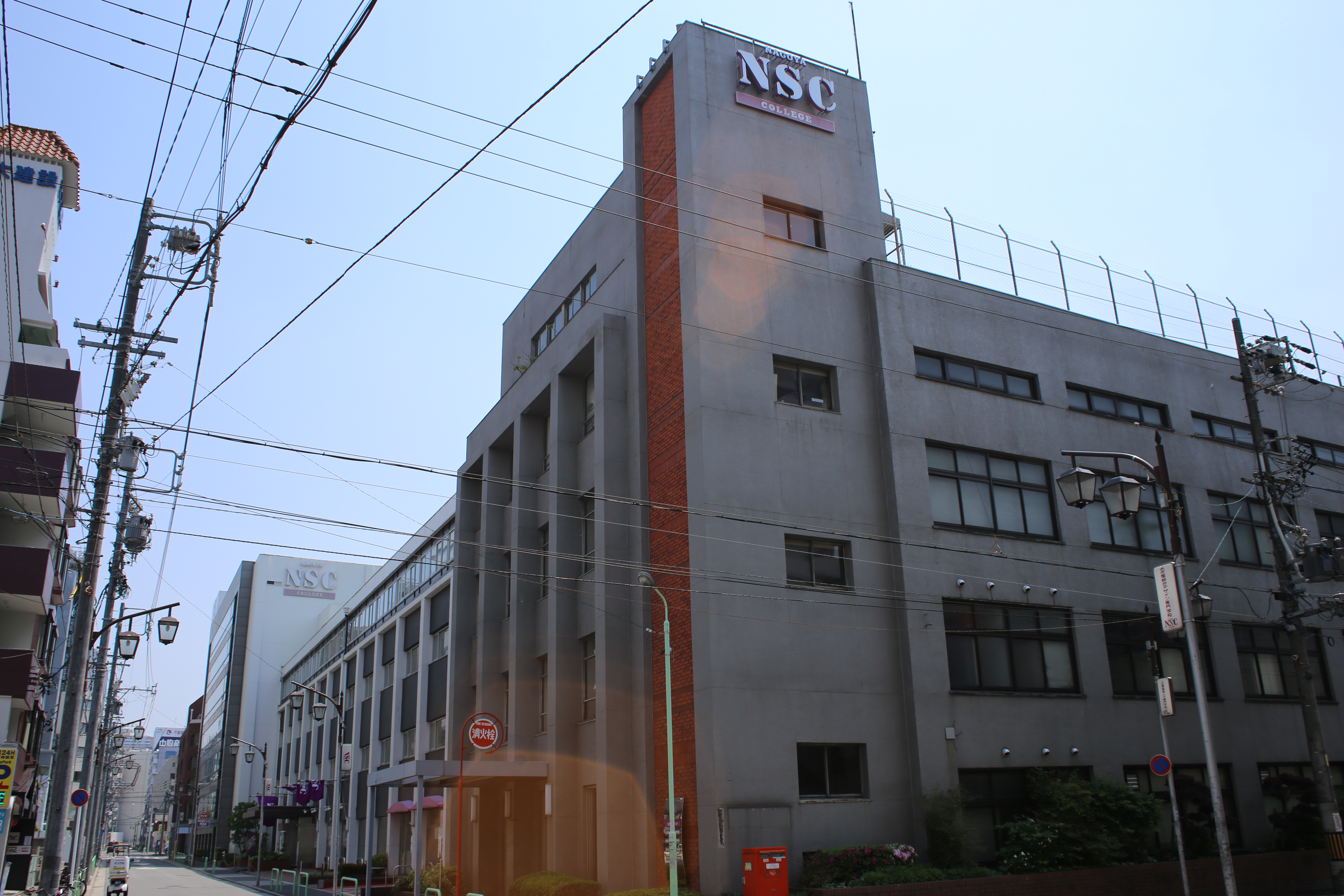
名古屋NSCカレッジ（2015年4月）

名古屋NSCカレッジ（なごやエヌエスシーカレッジ）は、愛知県名古屋市中区新栄にある私立専門学校の総称。

## 概要
学校法人中西学園が運営する。名古屋ファッション専門学校、名古屋栄養専門学校、名古屋製菓専門学校がある。

## 沿革
- 1945年（昭和20年）12月 - すみれ洋裁学院創立。〈現・名古屋ファッション専門学校〉
- 1946年（昭和21年）4月 - 昭和区若柳町、駒方町にすみれ洋裁学院仮校舎増設。
- 1982年（昭和57年）4月 - すみれ洋裁学院を「名古屋ファッション専門学校」と改称、同時に名古屋総合デザイン専門学校、名古屋総合ビジネス専門学校、名古屋栄養専門学校の3校を開校。
- 1983年（昭和58年）4月 - 名古屋建築設備専門学校を開校。
- 1998年（平成10年）4月 - 名古屋製菓専門学校開校。名古屋建築設備専門学校を「名古屋建築土木専門学校」に校名変更。
- 2000年（平成12年）3月 - 名古屋総合ビジネス専門学校を閉校。
- 2003年（平成15年）4月 - 名古屋建築土木専門学校を「名古屋環境建設専門学校」に校名変更。
- 2007年（平成19年）4月 - 名古屋環境建設専門学校を専門学校NSCデザイン工科カレッジに校名変更。
- 2010年（平成22年）3月 - 専門学校NSCデザイン工科カレッジを閉校。
- 2018年（平成30年）3月 - 名古屋総合デザイン専門学校を閉校。

## 設置学校学科
名古屋ファッション専門学校
　校長：佐藤 弥生
- テクニカルクリエーション科
- ファッション流通科
  - スタイリストプラン
  - ファッションビジネスプラン
  - ベーシックプラン

名古屋栄養専門学校
　校長：須崎 尚
- 食物栄養科

名古屋製菓専門学校
　校長：西川 𠮷重
- 洋菓子技術マスター科
- 製パン科

## 所在地
- 愛知県名古屋市中区新栄1丁目9番6号北緯35度10分5.4秒 東経136度54分58.9秒 / 北緯35.168167度 東経136.916361度座標: 北緯35度10分5.4秒 東経136度54分58.9秒 / 北緯35.168167度 東経136.916361度

## 交通手段
- 名古屋市営地下鉄東山線・名城線「栄駅」下車、12番出口を東へ徒歩で約8分。
- 名古屋市営地下鉄東山線「新栄町駅」下車、1番出口を西へ徒歩で約5分。
- 名古屋市営地下鉄桜通線「高岳駅」下車、3・4番出口を南へ徒歩で約8分。